# اروینگ پن
اروینگ پن (به انگلیسی: Irving Penn) (زاده ۱۶ ژوئن ۱۹۱۷ – درگذشته ۷ اکتبر ۲۰۰۹) عکاس اهل ایالات متحده آمریکا بود.

## زندگی
اروینگ پن در سال ۱۹۱۷ میلادی در نیوجرسی زاده شد. از ۱۹۳۴ تا ۱۹۳۸ در مدرسهٔ هنرهای صنعتی موزهٔ فیلادلفیا در ایالت پنسیلوانیا به تحصیل پرداخت و طرح‌های او در مجلهٔ هارپرز بازار به چاپ رسید. از ۱۹۴۰ تا ۱۹۴۱ به عنوان طراح تبلیغاتی برای یکی از مجله‌های بزرگ نیویورک کار کرد و پس از آن در ۱۹۴۲ برای نقاشی به مکزیک رفت. یک سال پس از بازگشت از مکزیک، از او خواسته شد که نخستین عکس‌های خود را برای مجله «ووگ» بگیرد. آلکس لیبرمن که سرپرست هنری این مجله بود، توانایی‌هایی بالقوه‌ای را که پن از خود بروز داده بود شکوفا ساخت و موجبات همکاری وی را با انتشارات «کنده ناست» که ناشر مجله «ووگ» بود، فراهم آورد. این همکاری اساس کار عکاسی پن را تشکیل داد. لیبرمن و مجله «ووگ» آنقدر بافراست بودند که به پن حداکثر آزادی عمل را برای آفرینندگی بخشیدند و پاداش بزرگ این کار خود را نیز با تصاویر متعدد و هنذمندانه‌ای که پن در طول سال‌ها برای این مجله آفرید، گرفتند.
آثار پن را می‌توان به سه ردهٔ بزرگ عکس‌های مد، تک‌چهره و طبیعت بی‌جان تقسیم کرد.